# Сырадасайское угольное месторождение
Сырадасайское угольное месторождение — месторождение коксующегося угля, находится на территории Красноярского края, на Таймырском полуострове. Входит в состав Таймырского угольного бассейна. Лицензия на разработку принадлежит компании «Северная звезда» (входит в состав международной корпорации AEON). Запасы угля оцениваются в 5,7 млрд тонн.

## Освоение месторождения
В июле 2020 года проект освоения Сырадасайского угольного месторождения получил положительное заключение Главгосэкспертизы. Это направление рассматривается как одна из ключевых точек развития Красноярского края и включено в комплексный инвестиционный проект (КИП) «Енисейская Сибирь».
В январе 2021 года в Енисейском заливе стартовало строительство угольного терминала  Енисей в 70 км к югу от Диксона для будущего экспорта угля из Сырадасайского месторождения. Глубина порта составит 15,5 метров, длина причальной стены — 500 метров. В октябре того же года начался монтаж вахтового городка на 300 человек общей площадью 1250 кв. метров.
Целью проекта является создание угольного кластера. Помимо уже строящегося морского терминала, в планах — обогатительная фабрика глубокой переработки угля, аэропорт, электростанция, дорожная инфраструктура.
Запланированная полная мощность производства составляет 10 млн тонн угля и 7 млн тонн концентрата, к этим показателям рассчитывают выйти к 2026 году. По оценкам, отработка участка займет около 28 лет.

## Характеристики
Сырадасайское угольное месторождение расположено в Таймырском Долгано-Ненецком районе Красноярского края, на западе полуострова Таймыр в междуречье Енисея, Пясины и Сырадасая. Ближайшим значимым населенным пунктом является посёлок Диксон, который находится в 100 км от месторождения.
Запасы Сырадасайского угольного месторождения оцениваются 5,68 млрд тонн каменного угля марок Г (газовые), Ж (жирные), К (коксовые), ОС (отощенно-спекающиеся).